# David Mackey
David Mackey, född 24 juli 1966, är en kanadensisk före detta professionell ishockeyforward som tillbringade sex säsonger i den nordamerikanska ishockeyligan National Hockey League (NHL), där han spelade för Chicago Blackhawks, Minnesota North Stars och St. Louis Blues. Han producerade 20 poäng (åtta mål och tolv assists) samt drog på sig 305 utvisningsminuter på 126 grundspelsmatcher. Mackey spelade även för Saginaw Generals, Saginaw Hawks, Milwaukee Admirals, Peoria Rivermen, Orlando Solar Bears och Chicago Wolves i International Hockey League (IHL) och Victoria Cougars, Portland Winter Hawks, Kamloops Blazers och Medicine Hat Tigers i Western Hockey League (WHL).
Han draftades av Chicago Black Hawks i elfte rundan i 1984 års draft som 224:e spelare totalt.
Mackey är far till ishockeybacken Connor Mackey, som spelar för Calgary Flames i NHL.

## Statistik
| 1981–1982  | Seafair Islanders     |            | 60  | 48  | 62  | 110 | 99   | —  | —  | —  | —  | —   |
| 1982–1983  | Victoria Cougars      | WHL        | 69  | 16  | 16  | 32  | 53   | 12 | 1  | 1  | 2  | 4   |
| 1983–1984  | Victoria Cougars      | WHL        | 69  | 15  | 15  | 30  | 97   | —  | —  | —  | —  | —   |
| 1984–1985  | Victoria Cougars      | WHL        | 16  | 5   | 6   | 11  | 45   | 6  | 2  | 1  | 3  | 13  |
|            | Portland Winter Hawks | WHL        | 56  | 28  | 32  | 60  | 122  | —  | —  | —  | —  | —   |
| 1985–1986  | Kamloops Blazers      | WHL        | 9   | 3   | 4   | 7   | 13   | —  | —  | —  | —  | —   |
|            | Medicine Hat Tigers   | WHL        | 60  | 25  | 32  | 57  | 167  | 25 | 6  | 3  | 9  | 72  |
| 1986–1987  | Saginaw Generals      | IHL        | 81  | 26  | 49  | 75  | 173  | 10 | 5  | 6  | 11 | 22  |
| 1987–1988  | Chicago Blackhawks    | NHL        | 23  | 1   | 3   | 4   | 71   | —  | —  | —  | —  | —   |
|            | Saginaw Hawks         | IHL        | 62  | 29  | 22  | 51  | 211  | 10 | 3  | 7  | 10 | 44  |
| 1988–1989  | Chicago Blackhawks    | NHL        | 23  | 1   | 2   | 3   | 78   | —  | —  | —  | —  | —   |
|            | Saginaw Hawks         | IHL        | 57  | 22  | 23  | 45  | 223  | —  | —  | —  | —  | —   |
| 1989–1990  | Minnesota North Stars | NHL        | 16  | 2   | 0   | 2   | 28   | —  | —  | —  | —  | —   |
| 1990–1991  | Milwaukee Admirals    | IHL        | 82  | 28  | 30  | 58  | 226  | 6  | 7  | 2  | 9  | 6   |
| 1991–1992  | St. Louis Blues       | NHL        | 19  | 1   | 0   | 1   | 49   | 1  | 0  | 0  | 0  | 0   |
|            | Peoria Rivermen       | IHL        | 35  | 20  | 17  | 37  | 90   | —  | —  | —  | —  | —   |
| 1992–1993  | St. Louis Blues       | NHL        | 15  | 1   | 4   | 5   | 23   | —  | —  | —  | —  | —   |
|            | Peoria Rivermen       | IHL        | 42  | 24  | 22  | 46  | 112  | 4  | 1  | 0  | 1  | 22  |
| 1993–1994  | St. Louis Blues       | NHL        | 30  | 2   | 3   | 5   | 56   | 2  | 0  | 0  | 0  | 2   |
|            | Peoria Rivermen       | IHL        | 49  | 14  | 21  | 35  | 132  | —  | —  | —  | —  | —   |
| 1994–1995  | Milwaukee Admirals    | IHL        | 74  | 19  | 18  | 37  | 261  | 15 | 6  | 4  | 10 | 34  |
| 1995–1996  | Milwaukee Admirals    | IHL        | 77  | 15  | 16  | 31  | 235  | 4  | 2  | 1  | 3  | 10  |
| 1996–1997  | Milwaukee Admirals    | IHL        | 79  | 15  | 15  | 30  | 223  | 3  | 0  | 0  | 0  | 19  |
| 1997–1998  | Milwaukee Admirals    | IHL        | 36  | 3   | 6   | 9   | 134  | —  | —  | —  | —  | —   |
|            | Orlando Solar Bears   | IHL        | 31  | 5   | 6   | 11  | 68   | 14 | 4  | 3  | 7  | 92  |
| 1998–1999  | Orlando Solar Bears   | IHL        | 78  | 21  | 20  | 41  | 192  | 17 | 3  | 0  | 3  | 38  |
| 1999–2000  | Chicago Wolves        | IHL        | 45  | 5   | 2   | 7   | 54   | —  | —  | —  | —  | —   |
| NHL totalt | NHL totalt            | NHL totalt | 126 | 8   | 12  | 20  | 395  | 3  | 0  | 0  | 0  | 2   |
| IHL totalt | IHL totalt            | IHL totalt | 828 | 246 | 267 | 513 | 2334 | 83 | 31 | 23 | 54 | 287 |
| WHL totalt | WHL totalt            | WHL totalt | 279 | 92  | 105 | 197 | 497  | 43 | 9  | 5  | 14 | 89  |